# Behind the Mask (film, 1916)
Pour les articles homonymes, voir Behind the Mask.
Behind the Mask est un film muet américain réalisé par Francis Ford et sorti en 1916.

## Fiche technique
- Réalisation : Francis Ford
- Scénario : Grace Cunard
- Durée : 20 minutes
- Date de sortie : États-Unis : 8 avril 1916

## Distribution
- Peter Gerald : le vieux roi de Crona
- Grace Cunard : Madcap Queen
- Jack Holt : le comte Charles
- Francis Ford : le prince Frederick/Dick Turpin
- Irving Lippner : le serviteur du prince Frederick
- Catherine Calvert
- Lee Short
- Burton S. Wilson
- Robert Murdock
- Gilmore Hammond
- Jack Connolly
- Yona Landowska